# Антарктичний максимум
Антарктичний антициклон — постійно існуюча область високого тиску над Антарктикою, центр якої знаходиться над Східною Антарктидою; один з найпотужніших і найстійкіших антициклонів у світі.
У міжнародній метеорології позначається як South Polar High або Antarctic High.
Антициклон виявляється на середніх картах ізобаричної поверхні 700 гПа (рівень 3-4 км).
Формується завдяки низькій температурі Антарктичного льодовикового щита та значній висоті Антарктиди, що сприяє посиленню та стабілізації антициклонів.
Є одним із постійних центрів дії атмосфери у Південній півкулі, що впливає на режим циркуляції атмосфери.
Циклони, що виникають над океанами Південної півкулі, рухаються із заходу на схід навколо Антарктиди, але майже ніколи не потрапляють у глиб материка, над поверхнею якого стійко зберігається підвищений тиск з відповідним режимом погоди (слабкі східні вітри, дуже низькі приземні температури, ясне небо та незначні опади).
Але вже на невеликій висоті над поверхнею внутрішньоматерикових районів фіксується навколополярна депресія, що зумовлює загальне перенесення повітря із заходу на схід.
У деяких випадках антициклони можуть сягати великих висот
.
За спостереженнями з липня по вересень 2015 року Антарктичний антициклон був суттєво ослаблений: були випадки, коли гребені високого тиску, розвиваючись у меридіональному напрямку, швидко зміщувалися у західно-східному потоці, що було прикладом збуреної зональної форми циркуляції атмосфери.
Ці особливості розвитку атмосферних процесів знайшли свій відбиток у полі середньомісячних аномалій тиску, що мав явні риси зонального розподілу аномалій (наприклад, приземний тиск на станціях Восток та Амундсен-Скотт було приблизно на 5 гПа нижче середньомногорічного).
Пасма субтропічних антициклонів розвивалися над південними частинами Тихого, Індійського та Атлантичного океанів